# Giro dell'Umbria 1922
Il Giro dell'Umbria 1922, quinta edizione della corsa, si svolse il 4 agosto 1922. La vittoria fu appannaggio dell'italiano Michele Gordini. Al momento nessuna fonte riporta ulteriori informazioni su questa edizione della corsa. 

## Ordine d'arrivo
| Pos. | Corridore       | Squadra       | Tempo |
| ---- | --------------- | ------------- | ----- |
| 1    | Michele Gordini | Bianchi-Salga | ?     |